# Liste der slowenischen Abgeordneten zum EU-Parlament (2019–2024)
Die Liste der slowenischen Abgeordneten zum EU-Parlament (2019–2024) listet alle slowenischen Mitglieder des 9. Europäischen Parlaments nach der Europawahl in Slowenien 2019 auf.

## Aktuelle Mandatsstärke der Parteien
| Nationale Partei                         | Fraktion | Mandate |
| ---------------------------------------- | -------- | ------- |
| Slowenische Demokratische Partei         | EVP      | 02      |
| Socialni demokrati                       | S&D      | 02      |
| Liste Marjan Šarec                       | RE       | 02      |
| Slowenische Volkspartei                  | EVP      | 01      |
| Nova Slovenija Krščanska ljudska stranka | EVP      | 01      |
| SUMME                                    |          | 08      |

## Abgeordnete
| Bild | Name           | geb. | MEP seit     | Partei | Fraktion | Kommentar                        |
| ---- | -------------- | ---- | ------------ | ------ | -------- | -------------------------------- |
|      | Franc Bogovič  | 1963 | 2. Juli 2019 | SLS    | EVP      |                                  |
|      | Milan Brglez   | 1967 | 2. Juli 2019 | SD     | S&D      |                                  |
|      | Tanja Fajon    | 1971 | 2. Juli 2019 | SD     | S&D      | Abgeordnete bis zum 12. Mai 2022 |
|      | Klemen Grošelj | 1976 | 2. Juli 2019 | LMŠ    | RE       |                                  |
|      | Irena Joveva   | 1989 | 2. Juli 2019 | LMŠ    | RE       |                                  |
|      | Matjaž Nemec   | 1980 | 18. Mai 2022 | SD     | S&D      | Nachrücker für Tanja Fajon       |
|      | Ljudmila Novak | 1959 | 2. Juli 2019 | N.Si   | EVP      |                                  |
|      | Romana Tomc    | 1965 | 2. Juli 2019 | SDS    | EVP      |                                  |
|      | Milan Zver     | 1962 | 2. Juli 2019 | SDS    | EVP      |                                  |